# Christian Kallinger
Christian Kallinger  (* 13. Juni 1982 in Oberpullendorf) ist ein professioneller österreichischer Dartspieler.

## Leben
Kallinger begann im Jahr 1998, E-Dart im Burgenland zu spielen. Die erste Teilnahme an den Österreichischen Dart Meisterschaften erfolgte mit 17 Jahren. Einer der ersten Erfolge war der Gewinn der E-Dart-Europameisterschaft in Poreč im Herreneinzel im Jahr 2005.
Im Rahmen seiner Karriere konnte er mehrere Landes- und Staatsmeisterschaften sowie Welt- und Europameisterschaften in Einzel-, Doppel- und Mixedbewerben, sowohl im E-Dart als auch im Steeldart gewinnen.
Bei den Austrian Darts Open 2014 in der Wiener Neustadt qualifizierte er sich für das Hauptevent. Er trat dort gegen Mark Walsh an. Walsh gewann das Spiel mit 6:3.
2015 spielte Kallinger in der Bulls Super League Darts Eastern Europe. Des Weiteren trat er bei den Qualifikationsturnieren der PDC Europe Tour 2015 an.
Christian Kallinger ist gelernter Maschinenbautechniker.

## Auszeichnungen
- 2006: Goldenen Medaille für Verdienste im Sport des Landes Burgenland

## Erfolge
- 2005: Europameister in Poreč/Kroatien im Einzel
- 2006: Europacupsieger mit dem Dart-Nationalteam Österreich
- 2008: Welt- und Europameister der Federal European Compact Sports (FECS) mit dem Dart-Nationalteam Österreichs
- 2010: Österreichischer, Deutscher und Schweizer Meister im Einzel
- 2009–2013: Welt- und Europameister der Federal European Compact Sports (FECS) mit dem Dart-Nationalteam Österreichs in mehreren Disziplinen
- 2007–2015: mehrfacher Sieger der Österreichischen Meisterschaften im E-Dart (Herreneinzel-, Doppel-, Mixedbewerb)
- 2015: Europameister im E-Dart mit dem Herren Nationalteam der European Dart Federation (EDF) in Spanien

## Trivia
Kallinger hat seit 2015 ein Logo in Form des Sternzeichensymbols Zwilling, das sich auch an der Unterseite des Handgelenks seiner rechten Wurfhand wiederfindet.